# Konstantinopolské hradby

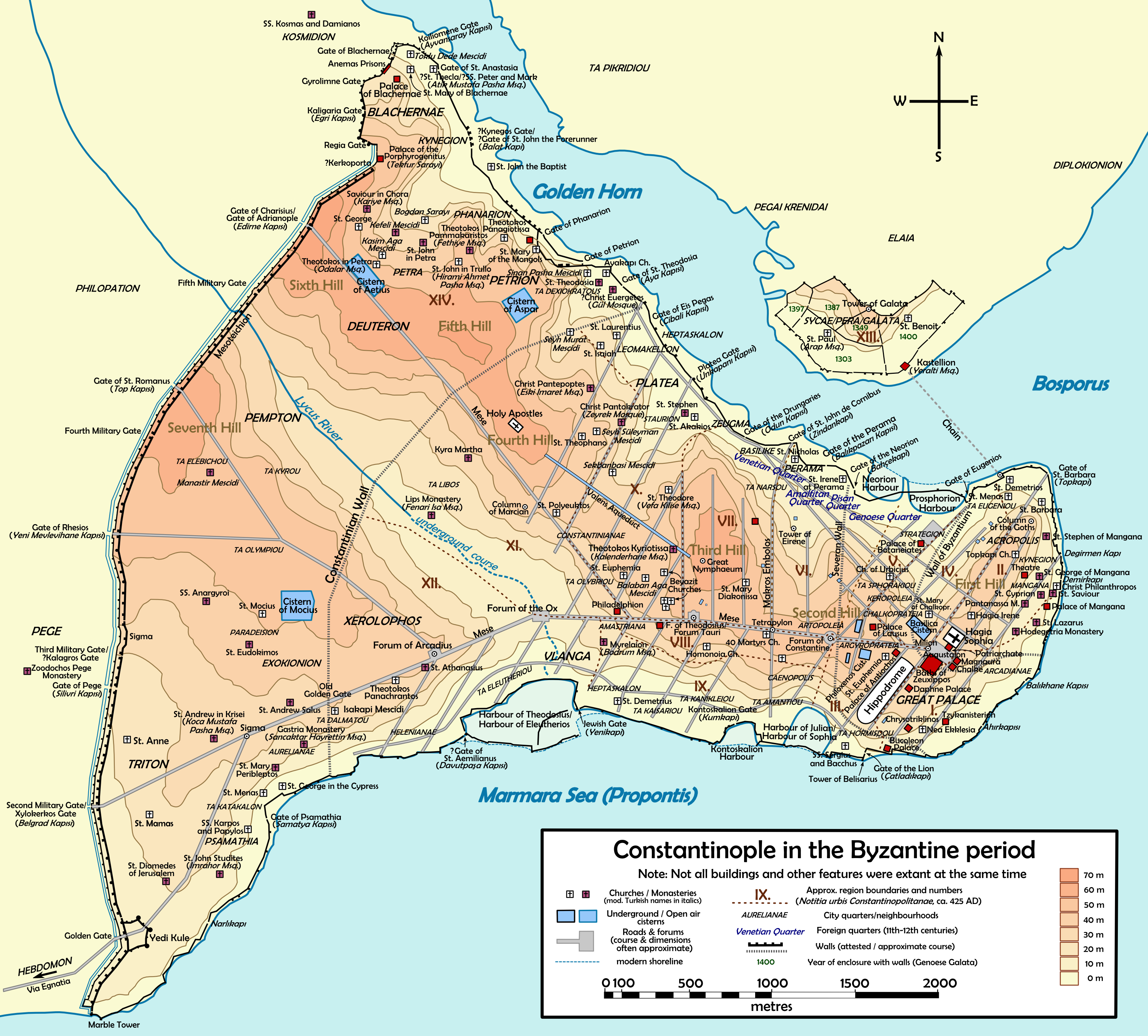
Mapa Konstantinopole s vývojem městských hradeb během byzantské éry

Konstantinopolské hradby jsou řady kamenných opevnění obklopující někdejší hlavní město Východořímské říše Konstantinopol (dnešní istanbulskou městskou část Fatih v Turecku), vybudované římským císařem Konstantinem I. Velikým. Hradbám chránícím Konstantinopol se během historie dostalo množství nejrůznějších úprav a vylepšení. Staly se největším opevněním postaveným ve starověku a jedním z nejkomplexnějších a nejpropracovanějších systému městského opevnění vůbec.
První hradby postavené císařem Konstantinem kolem nově vybudovaného hlavního města Římské říše obklopovaly celé město, aby jej chránily jak proti útokům ze souše, tak i z moře. Jak se město postupně rozrůstalo, byly v 5. století našeho letopočtu vybudovány hradby nové, jež se později nazývaly Theodosiánské. Ačkoliv ostatní části opevnění nebyly tak dobře vybudovány jako Theodosiánské hradby, byly plně obsazené hradby takřka nedobytné pro většinu obléhacích technik středověku a ochránily Konstantinopol a Byzantskou říši před útokem Avarů, Arabů, Rusů, Bulharů a dalších národů (viz rozcestník obléhání Konstantinopole) po několik set let. S nástupem střelných zbraní se klasická středověká opevnění stala zastaralá a neúčinná proti dělům, jež byla mnohem účinnější, než dřívější obléhací stroje, což nakonec přispělo i ke konečnému pádu Konstantinopole do rukou osmanských Turků 29. května roku 1453.
Hradby města, jemuž Turci dali jméno Istanbul, byly udržovány i za vlády osmanských sultánů. Teprve v 19. století, když se město začalo rozrůstat i za hranice středověkého osídlení, začaly být některé části hradeb bourány. Navzdory upadající údržbě hradeb se mnohé části opevnění zachovaly dodnes. V osmdesátých letech 20. století byl spuštěn rozsáhlý program na záchranu původního městského opevnění, díky kterému dnes mohou být hradby spatřeny ve své původní podobě.

## Pozemní hradby

### Opevnění Byzantia

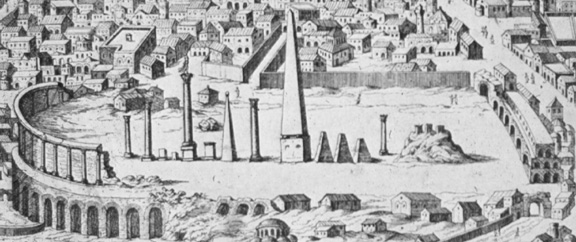
Zbytky římského Hipodrómu

Původní opevnění řeckého města Byzantion bylo vybudováno již v 7. století před naším letopočtem, kdy bylo město založeno řeckými kupci z Megary, podle legendy vedených Byzem, po němž Byzantion nesl své jméno. V té době ve městě vznikla akropolis. Navzdory obchodně strategické pozici byl Byzantion (latinsky Byzantium) v římské době relativně nevýznamným městem. Jeho význam stoupl během občanské války mezi císařem Septimiem Severem a uzurpátorem Pescenniem Nigerem, který v Byzantionu dokázal vzdorovat obléhání po tři roky (193–196). Když jej Septimius Severus nakonec dobyl, nechal za trest zničit jeho silné zdi a zbavil Byzantion jeho postavení. Nicméně Septimius Severus si uvědomoval význam polohy Byzantionu a město bylo vybudováno znovu. Vznikly zde mnohé antické památky, například Hipodróm. Kromě toho se město dočkalo i nových městských hradeb. Nezachovaly se žádné podrobnosti o Severánských hradbách, až na to, že hlavní cesta s hlavní městskou bránou se nacházela kousek před vstupem na pozdější konstantinopolské Constantinovo forum.

### Konstantinovy hradby

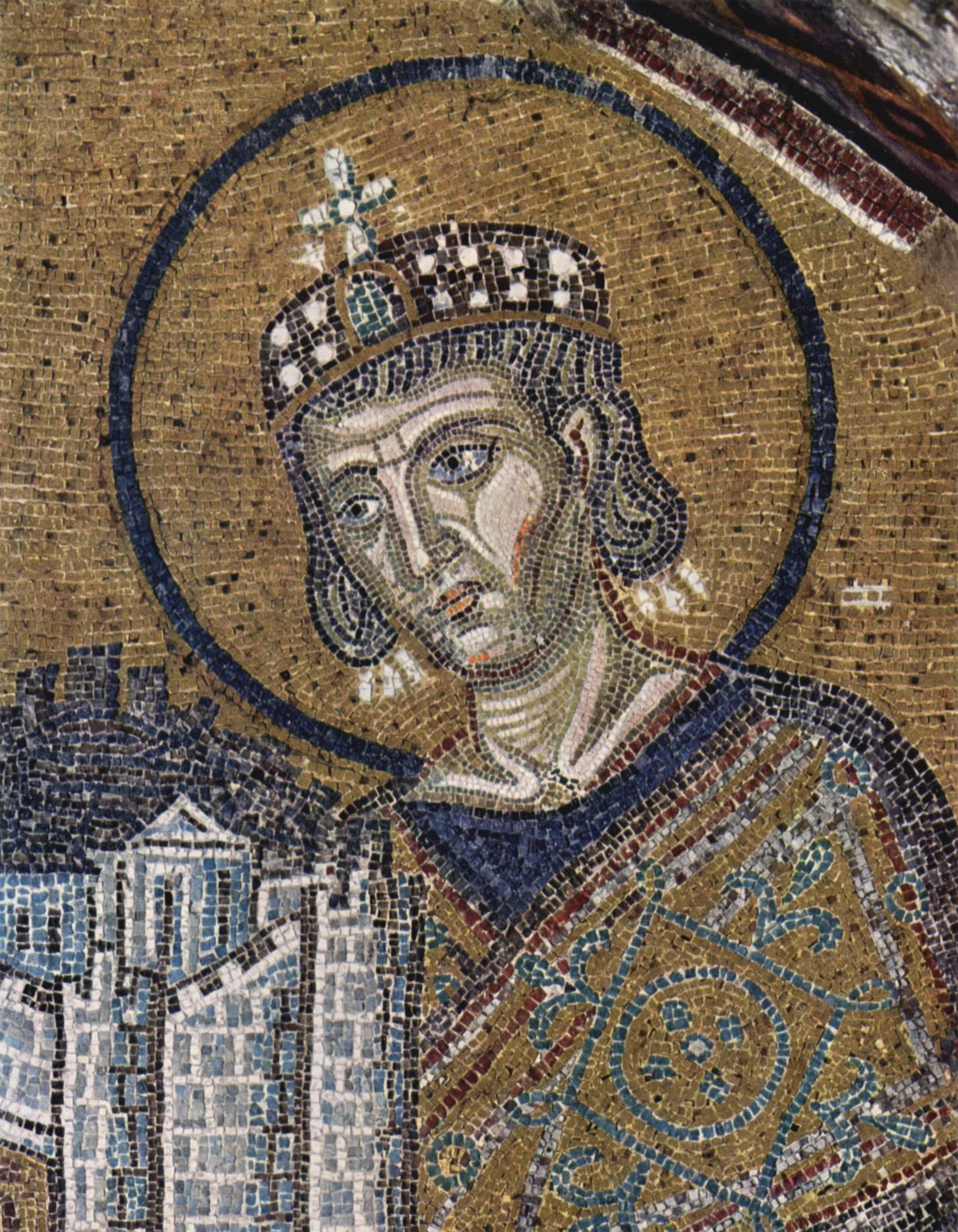
Konstantin I. Veliký s modelem Konstantinopole (detail mozaiky v Hagia Sofia)

Císař Konstantin I. přesunul hlavní město Římské říše z Říma do Byzantia, z něhož vybudoval Nova Roma – Nový Řím. Město, jemuž císař dal jméno Konstantinopol, bylo také rozšířeno vybudováním nového městského opevnění, které stály asi 15 římských stadií (2,8 kilometrů) západně od Severovských hradeb. Konstantinovy hradby se skládaly z jednoduché zdi posílené o věže stavěné v pravidelné vzdálenosti od sebe, které se začaly budovat roku 324 a byly dokončeny až za vlády císaře Konstantina II. Je známa přibližná poloha a směr Konstantinových hradeb; hradby se táhly z oblasti Plateiské brány, která se nacházela u mořských hradeb Zlatého rohu do blízkosti brány svatého Aemiliana, která se nacházela v Prontopontských hradbách. Constantinovy zdi přežily po většinu byzantského období, ačkoliv jejich úlohu primární obrany města později nahradily Theodosiánské hradby; v době nástupu císaře Justiniána I. Konstantinovy hradby stále stály, ale jen Zlatohorská brána (často připisována do období Konstantina, ale doba jejího postavení je nejistá) stále sloužila svému účelu až do roku 1509, kdy byla zničena při zemětřesení.
Brána, kronikáři známá jako Attalova brána, byla popsána byzantským scholastikem Manuelem Chrysolorem jako vybudovaná z „širokých mramorových bloků s vysokým otvorem“ opatřená druhem kryté kolonády. V počátečních staletích byla kolonáda zdobena mnoha sochami, včetně jedné sochy císaře Konstantina, které však byly zničeny při zemětřesení roku 740. Později za byzantské éry byla na bránu vyvedena malba zobrazující ukřižování Krista, které v osmanské době dalo bráně její turecké jméno İsakapi – Ježíšova brána Již v pátém století se Konstantinopol natolik rozrostla, že Konstantinovy hradby již přestaly městské zástavbě, mimo město známé jako Exokionion, stačit.

### Theodosiánské hradby
Roku 408, za vlády východořímského císaře Theodosia II., začala výstavba hradeb nových, rozkládajících se asi 1,5 kilometrů západně od starých hradeb Constantinových, táhnoucí se 5630 metrů mezi Marmarským mořem a čtvrtí Blachernae poblíž Zlatého rohu. Nové hradby, které navzdory faktu, že stavba byla zahájena v době, kdy císař Theodosius II. dosáhl věku sedmi let, začaly být známy jako Theodosiánské hradby (řecký přepis Theodosianon Teichos). Stavba probíhala pod dozorem praetoriánského prefekta Východu Anthemia a byla dokončena roku 413. Zdi se táhly asi 5,5 kilometrů od jihu k severu, od Mramorové věže, (turecky Mermer Kule, v řeckém přepisu Pyrgos Vasileiou kai Kōnstantinou – Věž Basileova a Constantinova) na propontském pobřeží ke čtvrti Blachernae končící někde v oblasti Porfyrogenitova paláce (v turečtině známého jako Tekfur Saray), kde sousedily s pozdějšími blacherskými hradbami.

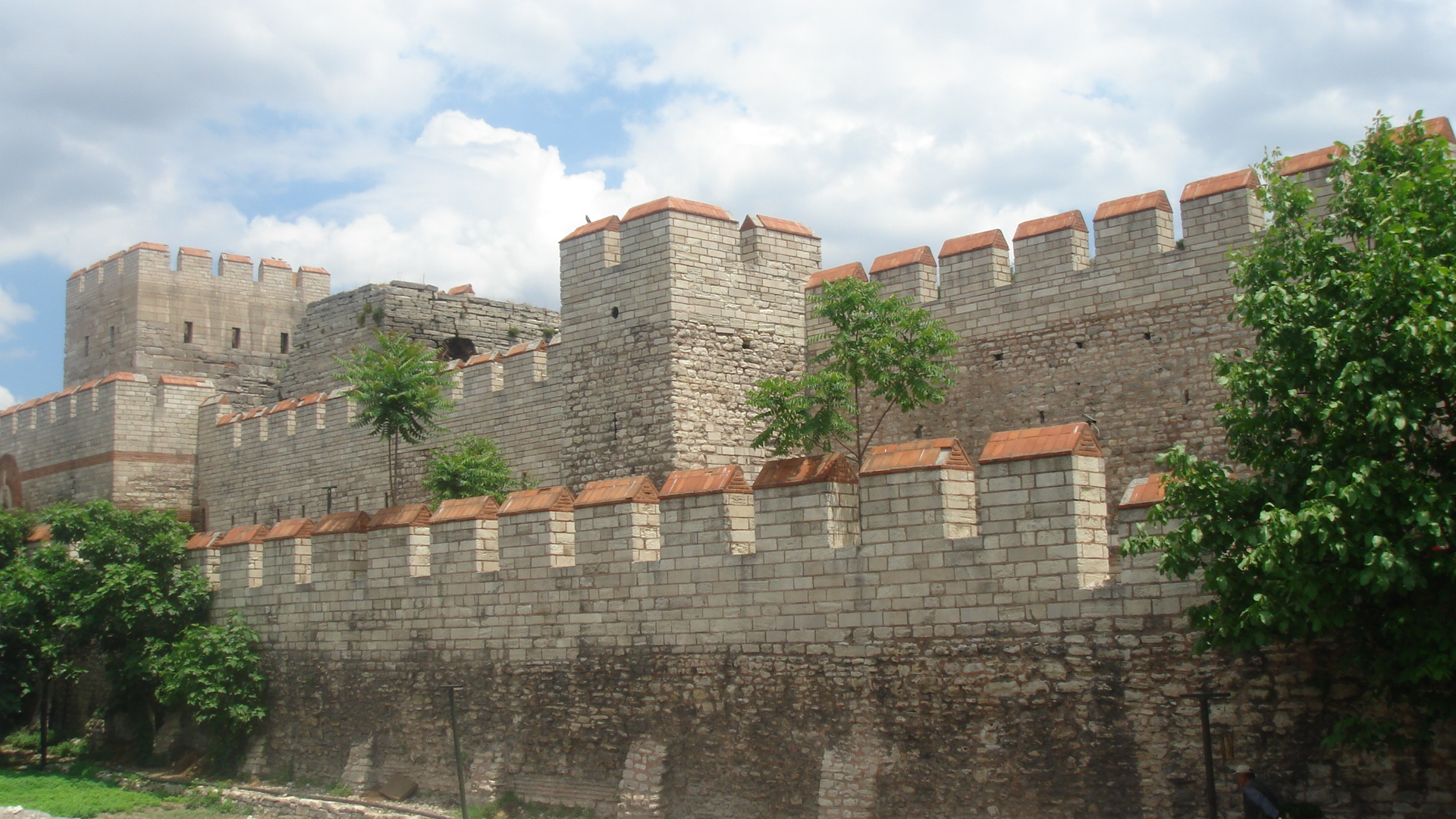
Rekonstruovaná část Thedosiánských hradeb u Selymbrijské brány. Viditelné jsou vnější zdi a zdi u vodního příkopu s věží na vnitřních hradbách na pozadí

Nový Řím nyní obepínal sedmi kopců a ospravedlňoval tím, podobně jako původní Řím, své přízvisko Eptalofos. Roku 447 však silné zemětřesení zničilo velké části zdi. Theodosius II. tedy přikázal městskému prefektovi Cyrovi z Floru (někdy uváděný také jako Konstantin) dohlédnout na urychlené obnovení opevnění vzhledem k tomu, že město bylo v té době ohroženo hunským vládcem Attilou. Cyrus zahrnul do práce na hradbách členy konstantinopolských démoi (více známé jako frakce v konstantinopolském hippodromu) a povedlo se mu obnovit opevnění během šedesáti dní, což dokazují dva nápisy v latině a řečtině na Mevlevihanské bráně. V tutéž dobu byla vystavěna i druhá vnější zeď a před hradbami byl vykopán široký příkop.

#### Konstrukce
Zdi jsou budovány ve dvou obranných liniích, které od sebe odděluje vodní příkop. Hlavní vnitřní hradba (Ἕσω Τείχος, Esō Teichos či Mega Teichos, „Velká zeď“) je pevná stavba 5 metrů silná a 12 metrů vysoká. Je obložena pečlivě otesanými bloky z vápence, zatímco vnitřek tvoří malta vyrobená z vápna a drcených cihel. Konstrukce je proložena vždy sedmi až jedenácti pásy cihel, přičemž každý má tloušťku kolem čtyřiceti centimetrů. Tyto cihlové pásy nejsou pouze dekorace, ale slouží zároveň k posílení soudržnosti stavby tím, že propojují kamenné obložení s jádrem tvořeným maltou, což zvyšuje odolnost konstrukce proti zemětřesení. Zeď je posílena 97 věžemi, jež dosahují výšky 18 až 20 metrů, mají většinou čtvercový, ale někdy též šestiúhelníkový či osmiúhelníkový půdorys, a jsou rozestavené vždy zhruba 55 metrů od sebe. Každá věž měla na vrchu otevřené prostranství obehnané cimbuřím. Vnitřek věže byl většinou rozdělen podlahou na dvě části. Zatímco do spodní části se vstupovalo z města a sloužila jako sklad, do horní části byl přístup z ochozu na opevnění. V horní části byly také okna na rozhled a v případě ohrožení na střelbu. Přístup ke zdem byl zajištěn velkými rampami přistavěnými podél opevnění.
Vnější zeď (řecky Ἕξω Τείχος, tedy Exō Teichos nebo též Proteichisma) byla postavena ve vzdálenosti 15 až 20 metů od brány, čímž vytvářela mezi dvěma zdmi prostranství zvané perivolos. Vnější zeď měla u základů tloušťku dvou metrů a uvnitř ní se v úrovni perivolu nacházely klenuté komory. Nad nimi byl postaven ochoz s cimbuřím, a to ve výšce 8,5 metru. Přístup k Vnější zdi z města byl možný skrze hlavní brány nebo případně malými postranními brankami vybudovanými v podstavě věží Vnitřní zdi. Podobně jako vnitřní opevnění mělo i to vnější 96 půlkruhových či čtvercových věží rozmístěných napůl cesty mezi věžemi Vnitřní zdi a sloužících jako jejich podpora. Uvnitř byla místnost na úrovni perivolu, doplněná plochou střechou nahoře taktéž obehnanou cimbuřím. Její dolní část pak mohla být doplněna menší postranní brankou, což umožňovalo přístup na vnější prostranství. Vnější zeď byla sama o sobě impozantní obrannou stavbou – během obléhání v letech 1422 a 1453 se Byzantinci a jejich spojenci vzhledem ke svým malým počtům zaměřili právě na obranu Vnější zdi.
Příkop byl umístěn ve vzdálenosti zhruba 15 metrů od Vnější zdi, čímž vytvářel další prostranství zvané parateichion, v němž podél opevnění procházela dlážděná cesta. Samotný příkop byl asi 20 metrů široký a deset metrů hluboký. Na vnitřní straně příkopu stála 1,5 metru vysoká zeď sloužící jako první obranná linie. Příčně vybudované zdi uvnitř příkopu umožňovaly jeho zatopení a udržení vody i v případě, že hradby kopírovaly zvyšující se svah.

#### Brány
Hradba zahrnovala 8 hlavních bran a řadu menších postranních branek. Cesta k hlavní bráně vedla po mostech přes vodní příkop, přičemž cesta k druhotným bránám, které se tradičně nazývaly „Vojenské brány“, vedla k vnější sekci hradeb. Není zcela stoprocentní, jestli byl tento systém právě takový. Bylo by to jistě praktické, ale některé důkazy nasvědčují tomu, že i druhotné brány byly používány k civilnímu využití. Samotné rozdělení brán na vojenské a civilní je mnoha odborníky považování za nesmysl.
Přesná identifikace brán je velice těžká, protože se často měnila jejich jména a mnoho byzantských kronikářů, kteří psali v téže době, nazývalo brány rozdílnými jmény. Literární popisy brán navíc často odporují archeologickým nálezům (je pravděpodobné, že si byzantští kronikáři některé brány poněkud přikrášlovali). Přesto existuje dost informací o hradebních bránách. V následujícím seznamu jsou uvedeny brány, jak následovaly od jihu k severu:

##### Zlatá brána
Zlatá brána (řecky Χρυσεία Πύλη, latinsky byla Porta Aurea, turecky Altınkapı či Yaldızlıkapı) byla hlavním oficiálním vstupem do Konstantinopole a často se používala při triumfálním návratu císařů z vítězné bitvy. Brána sloužila k těmto účelům až do éry panování Komnenovců, od té doby jediný triumfální vstup touto bránou uskutečnil 15. srpna 1261 Michael VIII. Palaiologos po získání města z rukou Latinů.
Původně byla Zlatá brána vítězným obloukem vztyčeným roku 388 během vlády Theodosia I. na oslavu jeho vítězství nad Magnem Maximem. V těch dnech ještě tento oblouk stál mimo tehdejší Konstantinské zdi a skrz něj vedla cesta Via Egnatia. Komplex byl architektonicky propracovaný, sestával dohromady ze tří oblouků zhotovených z bloků leštěného mramoru poskládaných na sebe bez použití cementu a doplněný množstvím soch. Na vrcholu stála quadriga hlásající Porta triumphalis. Vrata bran byla původně pozlacená a právě odtud pochází jméno celé stavby. Avšak roku 965 císař Nikeforos I. namísto zlatých bran nechal vestavět bronzové brány ukořistěné z dobyté Mopsuestie.
Při začlenění komplexu do Theodosiánského opevnění byla přidána další vnější brána, která byla v pozdějších stoletích obložena kompletem opakovaně použitých mramorových reliéfů ve dvou řadách. Podle popisů anglických cestovatelů ze 17. století tyto reliéfy zpodobňovaly obrazy z mytologie. Tyto reliéfy (ztracené od 17. století) byly součástí stavby pravděpodobně od století 9. či 10. a tak tvořily součást triumfální brány. Podle jiných popisů na vrcholu vnější brány stála socha Viktorie, římská bohyně vítězství, držící korunu.

##### Druhá vojenská brána
Druhá vojenská brána, respektive Xylokerkoská brána Ξυλόκερκος Πύλη leží mezi 22 a 23 věží. Její druhé jméno bylo odvozeno od faktu, že cesta přes tuto bránu vedla k dřevěnému cirku (amfiteátru) mimo hradby. Její současné jméno zní Bělehradská brána (Belgrad Kapısı), podle srbských řemeslníků, kteří se ve zdejším okolí usadili po dobytí Bělehradu sultánem Sulejmanem Nádherným roku 1521. Podle vyprávění byzantského kronikáře Niketa Choniata roku 1189 císař Izák II. Angelos nechal bránu zazdít, neboť podle proroctví měl tudy do Konstantinopole vstoupit císař Západu Fridrich I. Barbarossa. Znovu otevřena byla v roce 1346, ale před třetím tureckým obléháním roku 1453 byla znovu uzavřena a to až do roku 1886.

##### Brána pramene

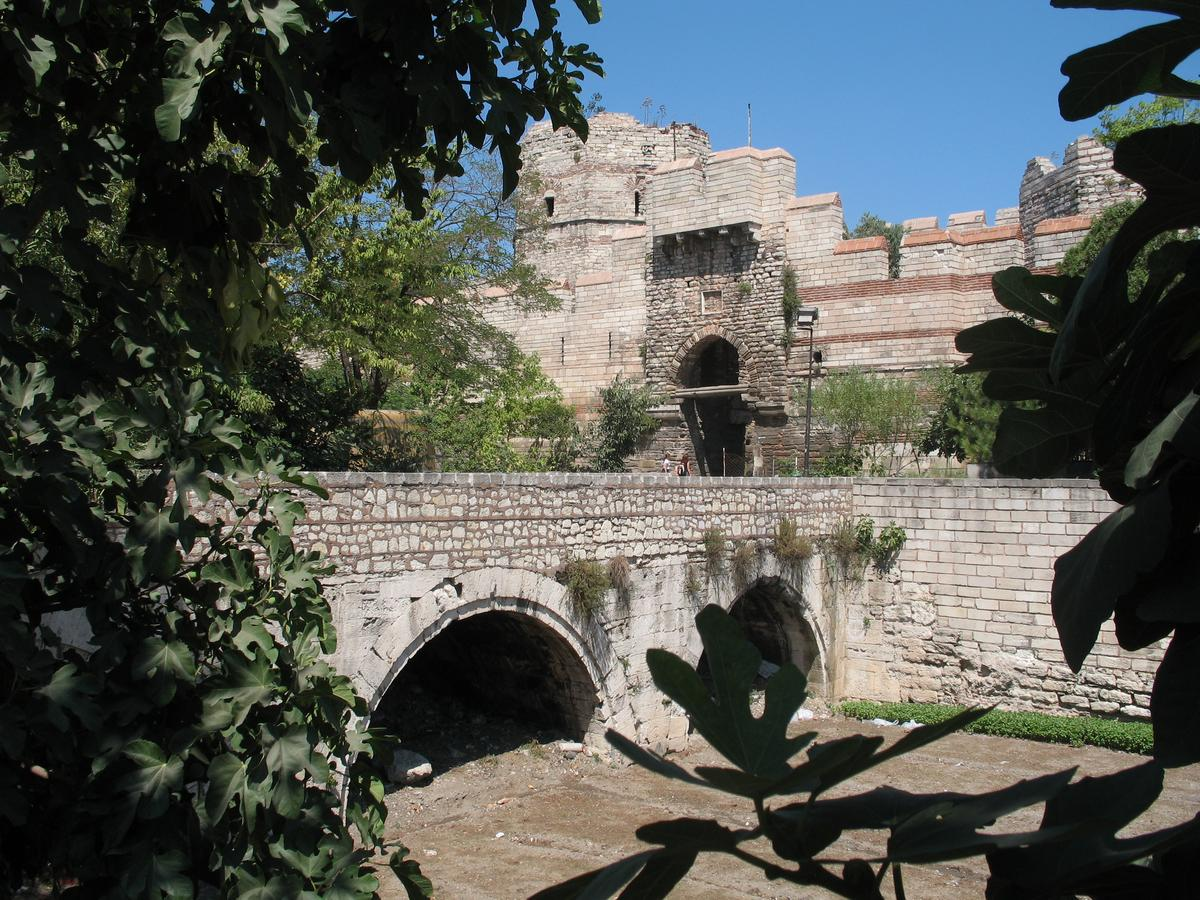
Most Pramene a brána Pramene v Theodosijských hradbách.

Brána pramene, která je také známa jako Pěgěská brána (Πόρτα τῆς Πηγῆς) byla pojmenována podle kláštera, který stál za městskou hradbou a jenž byl znám svým léčivým pramenem. Jméno kláštera znělo Zoodochos Pege, což znamená doslovně životodárný pramen. Zbytky kláštera se nacházejí na nynějším předměstí Balili. Brána je též známa jako Melantská brána (Porta Melantiados), protože skrz ni vedla hlavní cesta do města Melantias a je možné, že někteří nazývali tuto bránu branou Kalagroskou (Πύλη τοῦ Καλάγρου). Když město padlo do tureckých rukou, byla brána nazvána bránou Selymbrijskou (Silivri Kapısı). Brána se nacházela mezi 35 a 36 věží a významné přestavby se brána dočkala v pozdním byzantském císařství a hradební oblouk byl nahrazen až Osmany.
Dne 25. července roku 1261 prošla touto bránou vojska císaře z Nikaia pod vedením generála Alexia Strategopoula, které převzal město od západních křesťanů.

##### Třetí vojenská brána
Tato brána se nachází nedaleko Brány pramene, přesně před sekcí hradeb zformovaných do C známých jako „Sigma“, mezi věžemi 39 a 40. Nenese žádné turecké jméno a sami Byzantinci ji nestihli dokončit, je zhruba za polovinou konstrukce. Souběžné otevírání vnějších hradeb ji uchránilo až do počátku 20. století, ale poté byla zbourána.

##### Rhegionská brána
Rhegionská brána Πύλη τοῦ Ῥηγίου, dnešní Yeni Mevlevihane Kapısı, se nacházela mezi věžemi 50 a 51. Své jméno nesla podle čtvrti Rhegion. Někdy se také nazývala řecky Πύλη Ρουσίου – brána rudých, protože byla roku 447 postavena rudými dēmos (Rousioi).

##### Brána svatého Romana

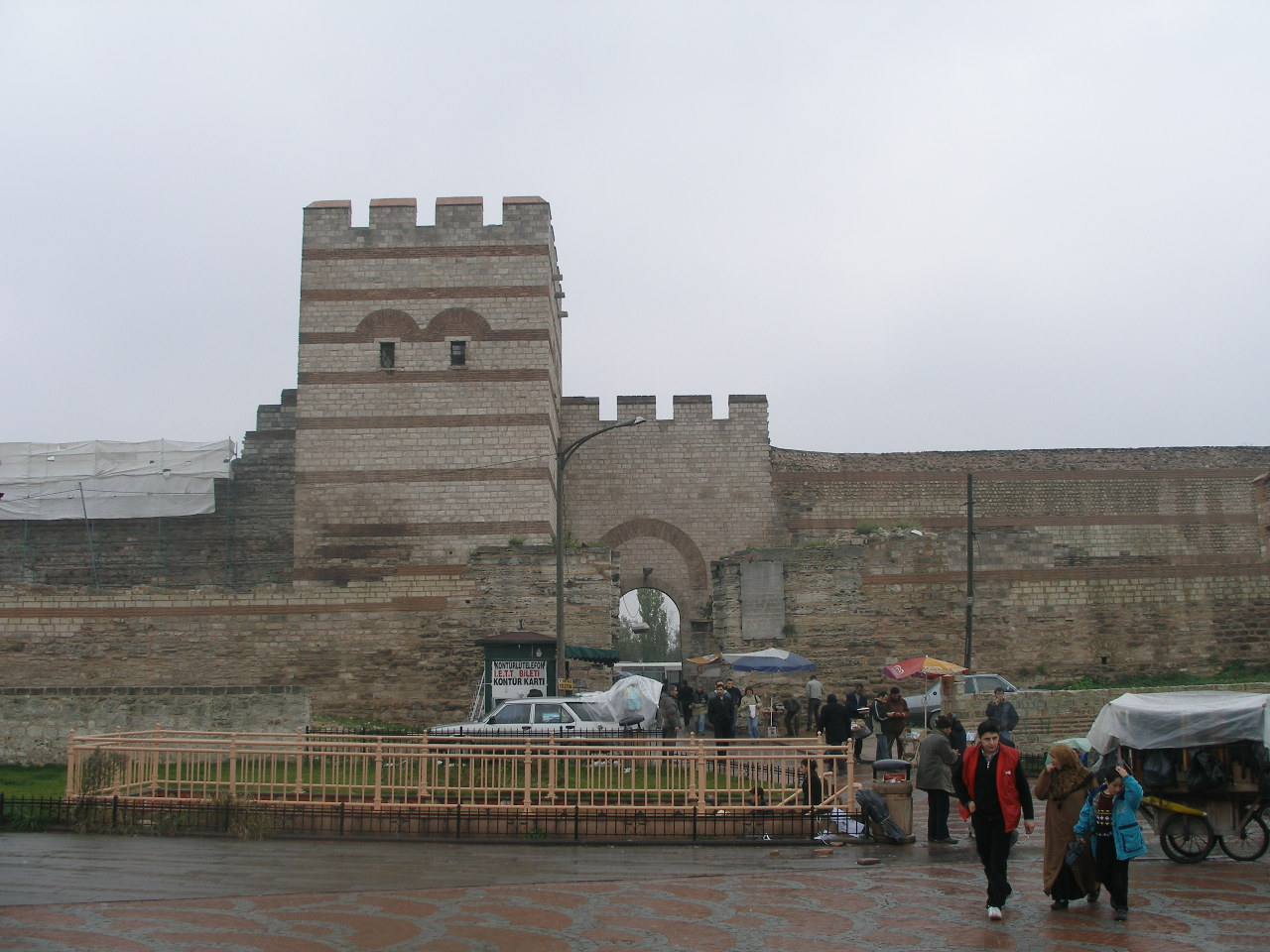
Brána svatého Romana v současnosti

Brána svatého Romana Πύλη Ἁγίου Ρωμανοῦ, pojmenovaná podle nedalekého kostela a dříve byla známa jako Čtvrtá vojenská brána. Nachází se mezi věžemi číslo 59 a 60. Její strážnice je vysoká 26,5 metrů a je druhá největší po Zlaté bráně. Mezi branou svatého Romana a Charisiovou branou leží takzvaný Mesoteichion – střední zeď, pás hradeb s délkou 1250 metrů. Je považovaný za nejslabší část opevnění, protože půda zde svažuje k údolí Lýkovy říčky a v důsledku čehož hradby stojí níže, než protější svahy. Právě zde Mehmed II. nechal rozmístit většinu svého dělostřelectva. Mnoho zřícenin této části hradeb je k vidění dodnes.

##### Topkapi
Tato brána známá v turečtině jako Topkapı, Dělová brána, leží nedaleko za bránou svatého Romana, mezi věžemi 65 a 66. Její pojmenování pochází od velké dělostřelecké palby, která byla vedena z pozice proti bráně během obléhání roku 1453. Předtím se pro tuto bránu užíval název „civilní“ brána svatého Romana.

##### Pátá vojenská brána
Pátá vojenská brána (Πύλη τοῦ Πέμπτου) leží severně od Lýkovy říčky, mezi branami 77 a 78. Také se udává jako Byzantská brána, či Brána svatého Kiriaka, turecky Sulukulekapı nebo Hüjum Kapısı – „Brána napadení“, neboť zde byl proveden drtivý průlom do Konstantinopole 29. května 1453.

##### Charisiova brána

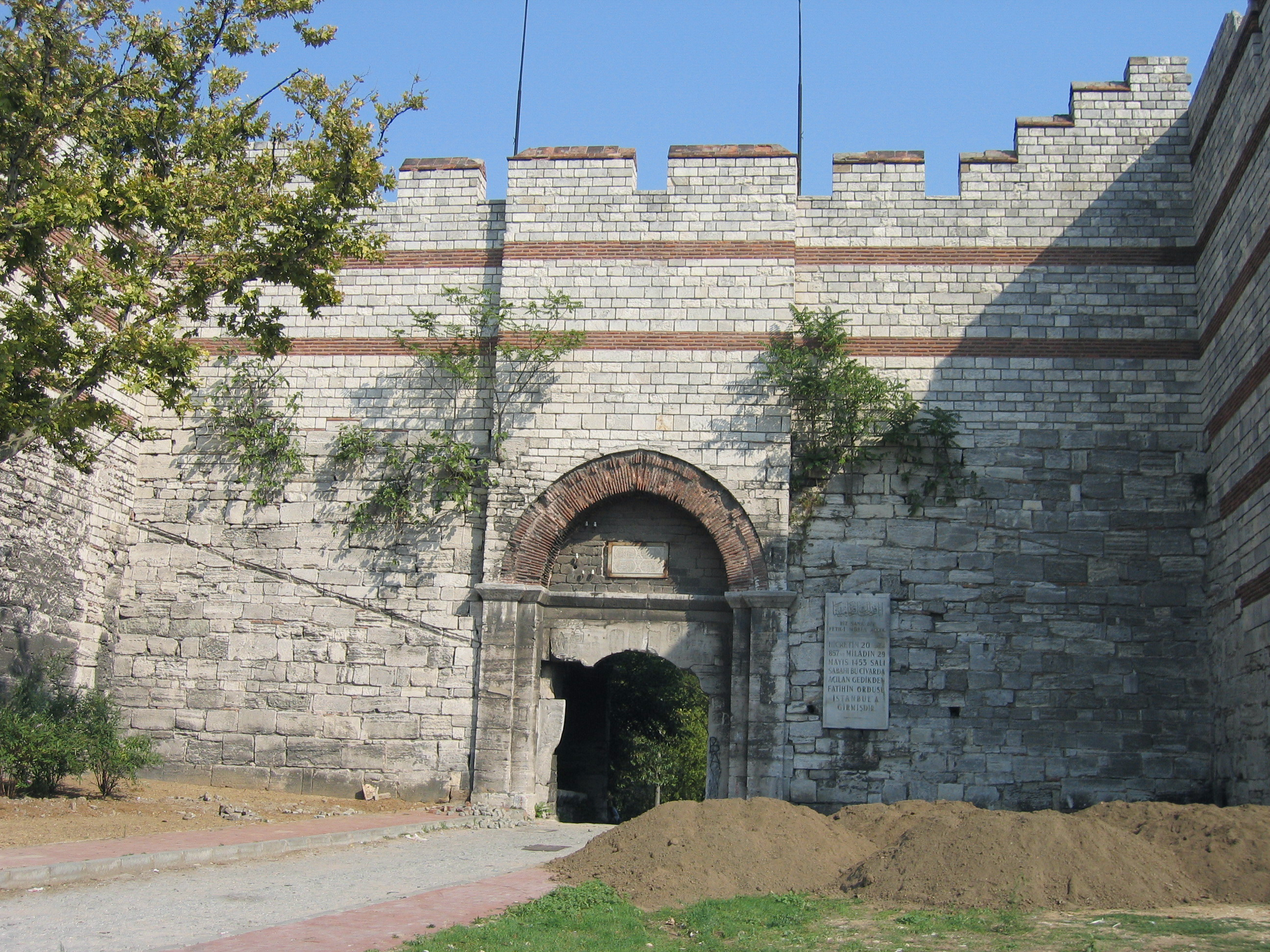
Obnovená Charisiova brána nebo též Adrianopolská brána. Místo, skrz které sultán Mehmed II. vstoupil do města.

Tato brána (řecky Πύλη τοῦ Χαρίσιου) je také známa jako Polyandrionská či Myriandrionská (řecky Πύλη τοῦ Πολυανδρίου), protože vedla ke hřbitovu nacházejícím se mimo za Konstantinopolskými zdmi. Další zkomolená forma jména je Koliandros, zaznamenaná během obléhání roku 626. Poslední byzantský císař Konstantin XI. si toto místo roku 1453 vybral jako své velitelské stanoviště. V turečtině je brána známá jako Edirnekapı (Adrianopolská brána) a právě touto bránou uskutečnil svůj triumfální vstup do dobytého města Mehmed II. Brána stojí na vrcholu šestého pahorku ve výšce 77 metrů nad mořem a byla nejvyšším místem staré Konstantinopole.

##### Menší brány a postranní branky
První postranní branka byla podle písmen Chi-Rō (Kristův monogram) zaznamenaných nad ní nazývána Kristova brána. V pozdějších dobách během nadvlády Osmanů se branka nazývala Tabak Kapı. Podobnými postranními brankami byla Yedikule Kapısı a další brány nacházející se mezi věžemi 30/31 a 42/43, tedy severně od Sigmy. Ohledně Yedikule Kapısı se názory odborníků rozcházejí, někteří jí datují do doby Byzantské říše, zatímco jiní předpokládají její vznik až v osmanské době.

##### Kerkoporta

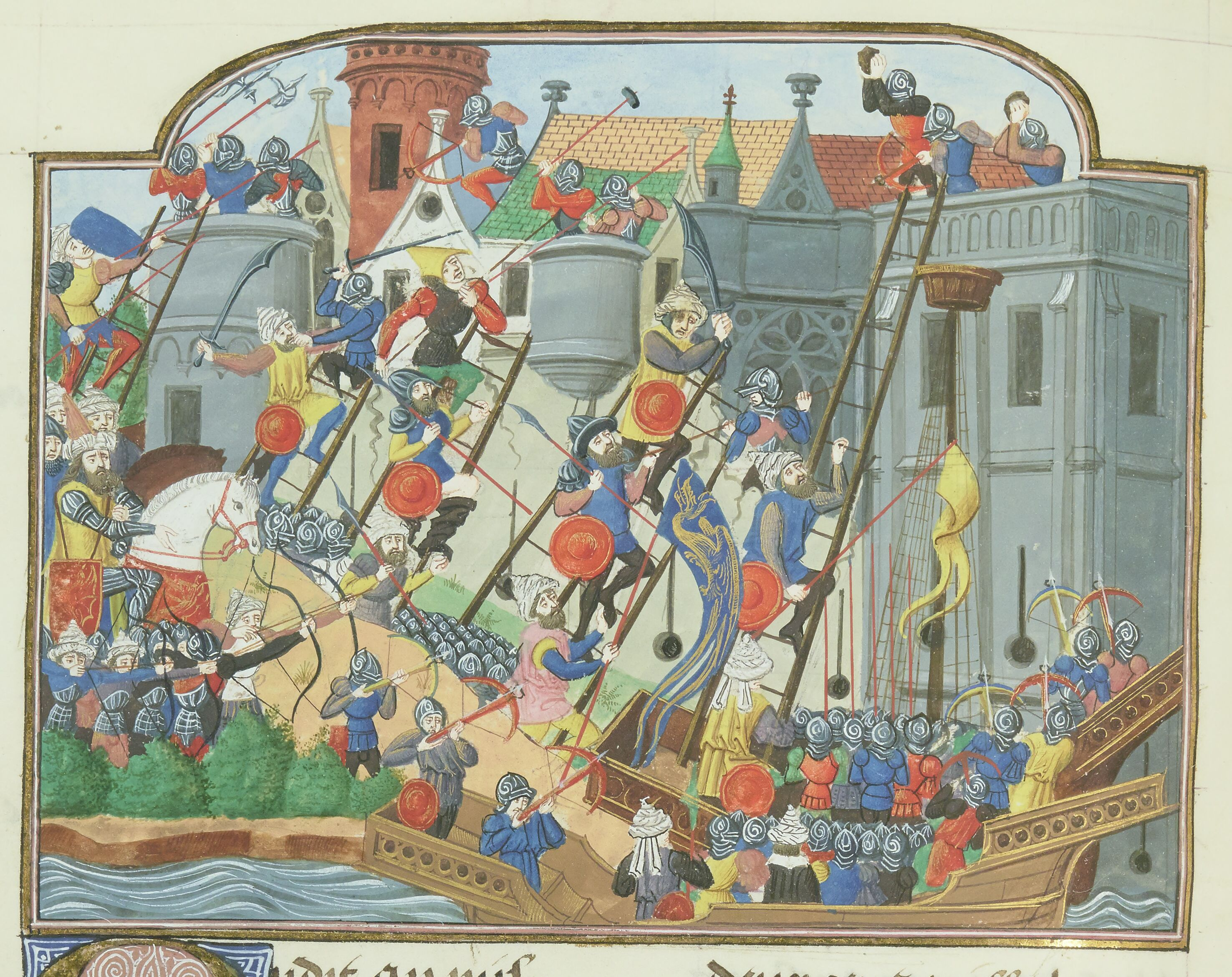
Obléhání Konstantinopole roku 1453, středověká miniatura

Podle historika Michaela Duky se 29. května 1453 omylem neuzavřela brána, což umožnilo asi třiceti osmanským vojákům vstoupit jako první do města. Vojáci vyvěsili na vrcholu věže svojí zástavu, což znamenalo ústup obránců a pád města. Učenci jako van Willingen, Steven Runciman, a další většinou umísťovali Kerkoportu na konec Theodosiánských zdí, mezi věž 96 a takzvaný Porphyrogenitský palác, nebo též komnenijské Blachernské opevnění. Na onom místě však nebyly o existenci brány nalezeny žádné důkazy, takže je možné, že příběh je odvozen z dřívějších legend vztahujících se ke Xylokerské bráně, kterou mnoho dřívějších učenců nazývá Kerkoporta.

#### Pozdější historie
Mocné Theodosiánské zdi udělaly velký dojem na západní křižáky, což dokazuje mnoho vystavěných hradů, které kopírovaly konstantinopolské opevnění. Asi nejznámější byl hrad Caernarfon, který byl postaven ve Walesu na rozkaz krále Eduarda I. Tento hrad sloužil jako rezidence krále a je zde vidět obrovský vliv konstantinopolského opevnění. S nástupem pozdního středověku se začala využívat obléhací děla, což mělo za následek snížení efektivnosti opevnění. Theodosiánské hradby však byly tak mohutné, že stále poskytovaly vynikající ochranu. Síla konstantinopolských hradeb byla jasně demonstrována při druhém osmanském obléhání v roce 1422. Při obléhání v roce 1453, které vedlo i k pádu Konstantinopole, se obráncům i přes obrovskou tureckou přesilu a dělostřeleckou palbu dařilo ubránit Konstantinopol po téměř dva měsíce. Během tohoto obléhání provedli Osmané nespočet útoků, ale konstantinopolské hradby stále pevně stály a to hlavně díky neustálým opevňovacím pracím. 29. května se však Osmanům nakonec podařilo dobýt Konstantinopol a to hlavně díky zmatku, který nastal mezi obránci, po zranění velitele Giovanniho Giustinianiho. Po dobytí Konstantinopole započaly obnovovací práce, jejichž cílem bylo obnovení konstantinopolského opevnění, které trvaly po celé první století osmanské nadvlády.

### Yedikulská pevnost

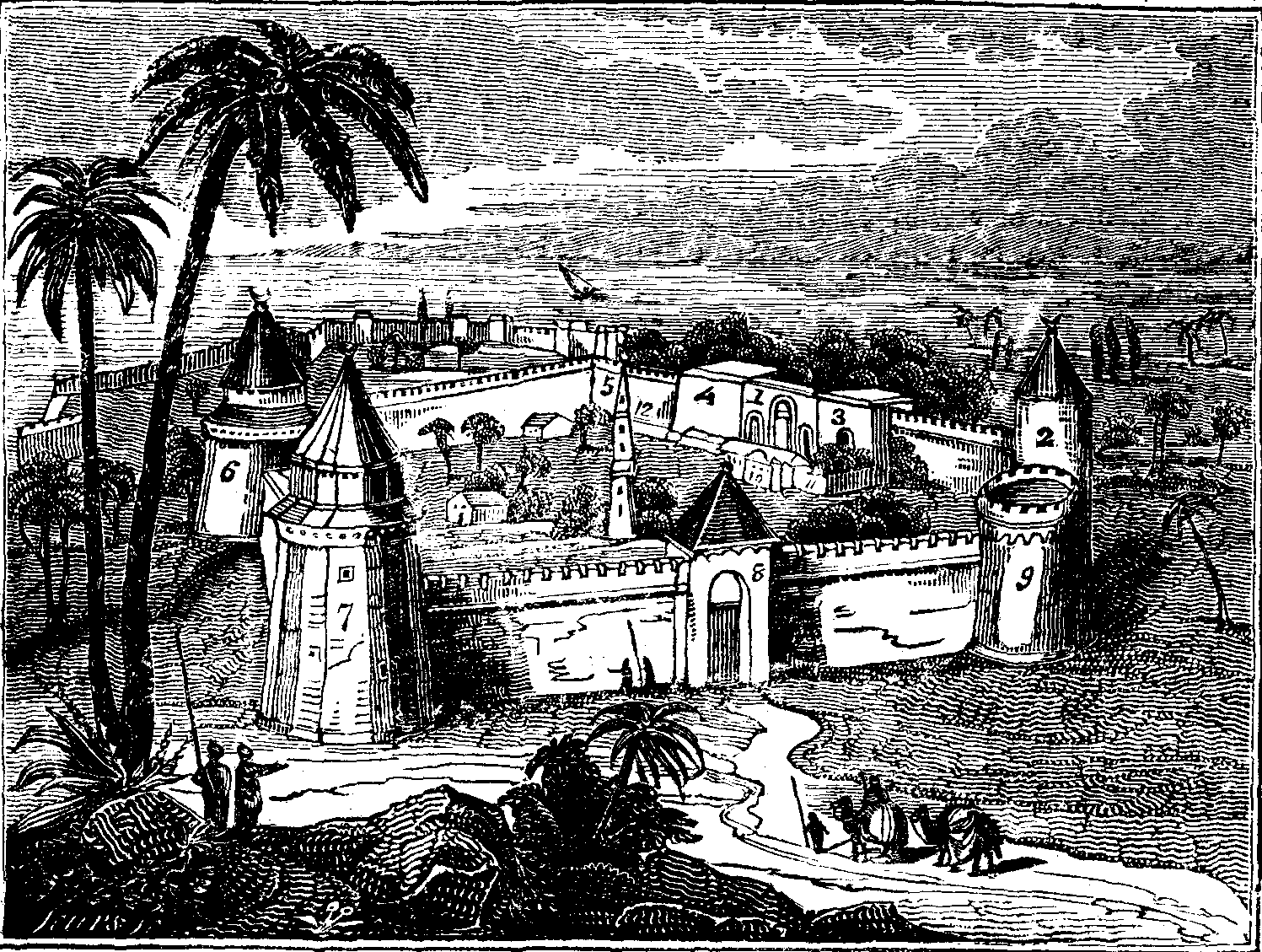
Hrad Sedmi věží (1827)

Tato pevnost (řecky zvaná καστέλλιον) stála za Zlatou bránou od začátku 50. let 13. století , kdy byla obsazena katalánskými vojáky věrnými Janu VI. Kantakuzenovi. Po jeho rezignaci roku 1354 byla pevnost částečně zničena Janem V. Palaiologem. Avšak v letech 1389 až 1390 Jan V. nechal celou pevnost přebudovat a rozšířit až k přímořskému opevnění. Brzo poté byl Jan V. donucen sem uprchnout před svým vnukem Janem VII. Palaiologem, který proti němu vedl vojenský převrat. Jan V. úspěšně vytrval po několik měsíců v obležení, při kterém byla pravděpodobně použita děla. Roku 1391 byla však Jan V. donucen sultánem Bajezidem pevnost zbourat, protože v případě neuposlechnutí by sultán oslepil Janova syna Manuela II., který byl sultánem držen v zajetí. Císař Jan VIII. Palaiologos se pokusil pevnost znovu vybudovat roku 1434, ale plán byl opět zmařen osmanským sultánem, tentokrát Muradem II.
Po konečném dobytí Konstantinopole Murad II. pevnost roku 1457 přebudoval, a to i spolu se sedmi věžemi (čtyři na Vnitřní zdi, jsou to věže osm až jedenáct, a tři větší vzadu). Pevnost byla nazvána Yedikule Hisar (turecky Pevnost sedmi věží) a po větší část osmanského období sloužila jako pokladnice a vězení. Velvyslanci zemí, které byly zrovna ve válce s říší, byli většinou uvězněni zde. Jedním z nejvýznamnějších vězňů byl mladý sultán Osman II., kterého zde uvěznili a popravili roku 1622 janičáři.
Během napoleonských válek bylo v pevnosti uvězněno množství Francouzů, mimo jiné i spisovatel a diplomat Francois Pouqueville, jenž zde byl držen po více než dva roky (1799 až 1801) a který později napsal rozsáhlý popis celého komplexu.

### Blachernské hradby
V severozápadním cípu města stála městská čtvrť Blachernae s důležitým kostelem Panagia Vlacherniotissa, který ležel mimo Theodosiánské opevnění. Pro jeho obranu před útokem Avarů zde byla kolem roku 627 za vlády císaře Herakleia postavena jednoduchá zeď. V roce 814 nechal císař Leon V. proti Herakleiovské zdi postavit novou kvůli bezpečnosti před bulharskými nájezdy. Ve 12. století za vlády komnenovských císařů se palác v Blachernae stal oblíbenou rezidencí císařů a čtvrtý císař tohoto rodu, Manuel I., vybudoval zeď navazující na Theodosiánské hradby na ochranu císařského paláce a které byly později (pravděpodobně za vlády Izáka II. Angela) propojeny s Herakleiovskou zdí. Navzdory těmto snahám zůstala obrana blachernaeské čtvrti problematická; právě zde útočící křižáci čtvrté křížové výpravy prolomili obranu a vstoupili do města.

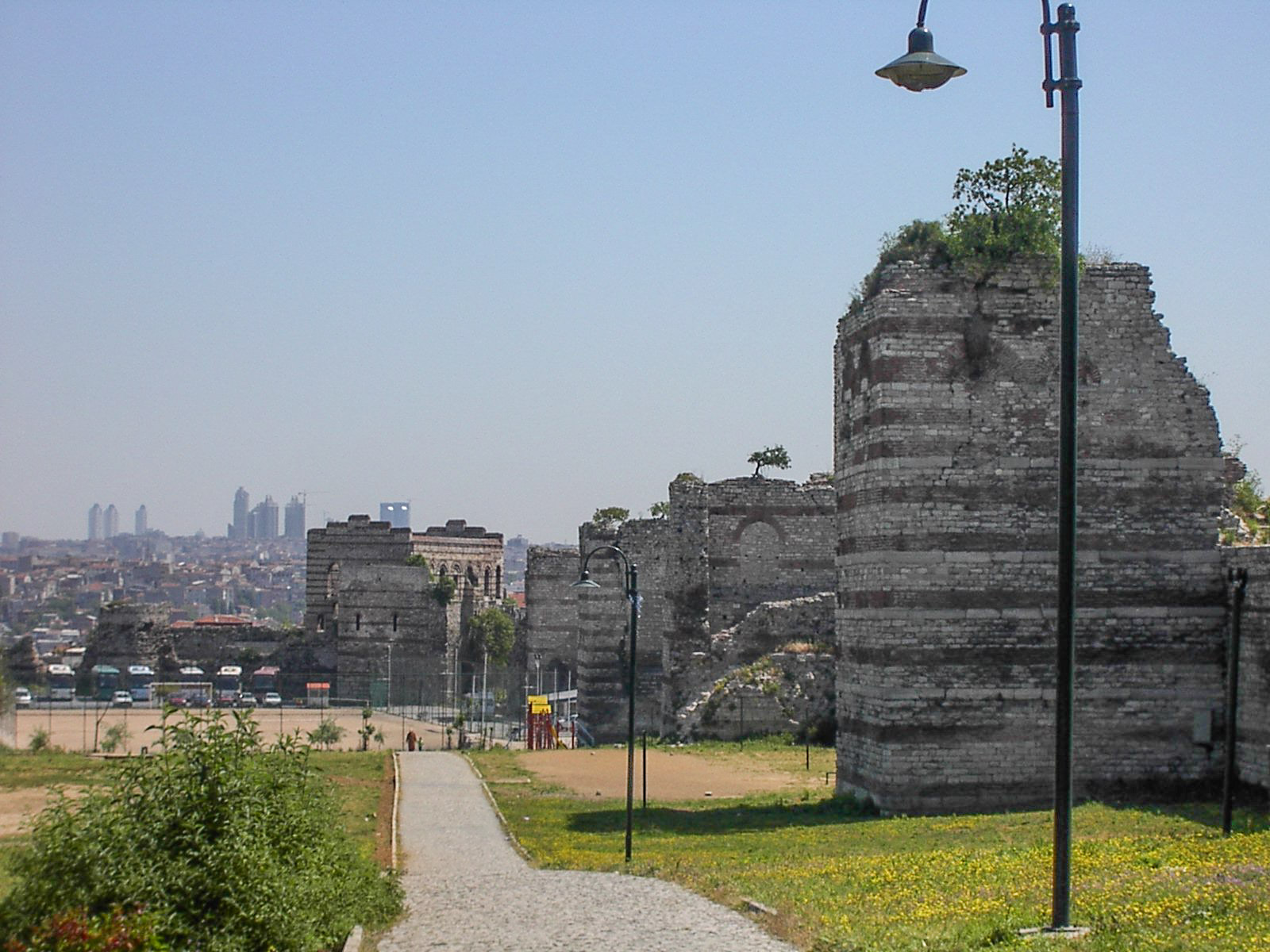
Úsek Theodosiánských hradeb v místech napojení na Blachernaeské hradby s Porfyrogenitovým palácem v pozadí

Blachernaeské hradby se skládají z jednoduchých zdí postavených v různých dobách. Jsou průměrně 12–15 metrů vysoké a jsou tenčí než Theodosiánské hradby a mají těsnější k sobě postavené věže. Hradby jsou situovány na prudkém svahu a nedisponují vodním příkopem, až na jejich nižší konec vedou ke Zlatému rohu, kde dal císař Jan IV. vybudovat jiný příkop. Opevnění začíná na konci Theodosiánských hradeb s Komnenovskými hradbami, propojují se s angelovskou zdí až k herakleiovské zdi, která se táhne a propojuje s Mořskými hradbami u Zlatého rohu. Zeď Leona V. leží proti herakleiovské zdi.
Zeď Manuela Komnena je z architektonického hlediska výborné opevnění, táhnoucí se 220 metrů s 9 věžemi a malou bránou (paraportion) svatého Kallinika mezi druhou a třetí věží a další branou za šestou věží, dnešní Eğri Kapı – Křivá brána, která je totožná se starou Kaligaria Pylē, „Brána čtvrti výrobců bot“. Křivá brána si své vysloužila kvůli cestě naproti klikaté objížďce kolem hrobky, o které se předpokládá, že patří Hazretu Hafízovi, společníku proroka Mohameda, který padl během prvního arabského obléhání města roku 674. Komnenovská zeď končí třetí věží od brány a novější zeď (z konce 12. století), architektonicky ne tak propracovaná, pokračuje dále v délce asi 400 metrů. tato zeď disponuje čtyřmi čtvercovými věžemi a bránou, Gyrolimnskou bránou (Πύλη Γυρολίμνης z Argyrē Limnē – Stříbrné jezero) mezi druhou a třetí věží, vedoucí k blachernskému paláci a která je v současnosti zazděná. Hradba se dále napojuje na dvě budovy: Věž Izáka Angela postavená roku 1188 postavená jako císařská rezidence a druhou budovou je věž známá jako Anemovo vězení pocházející ze 7. století, ale je pojmenované po Michaelu Anemovi, generálu ve službách císaře Alexia Komnena, který zde byl uvězněn poté, co ztroskotal jeho pokus o spiknutí proti císaři.

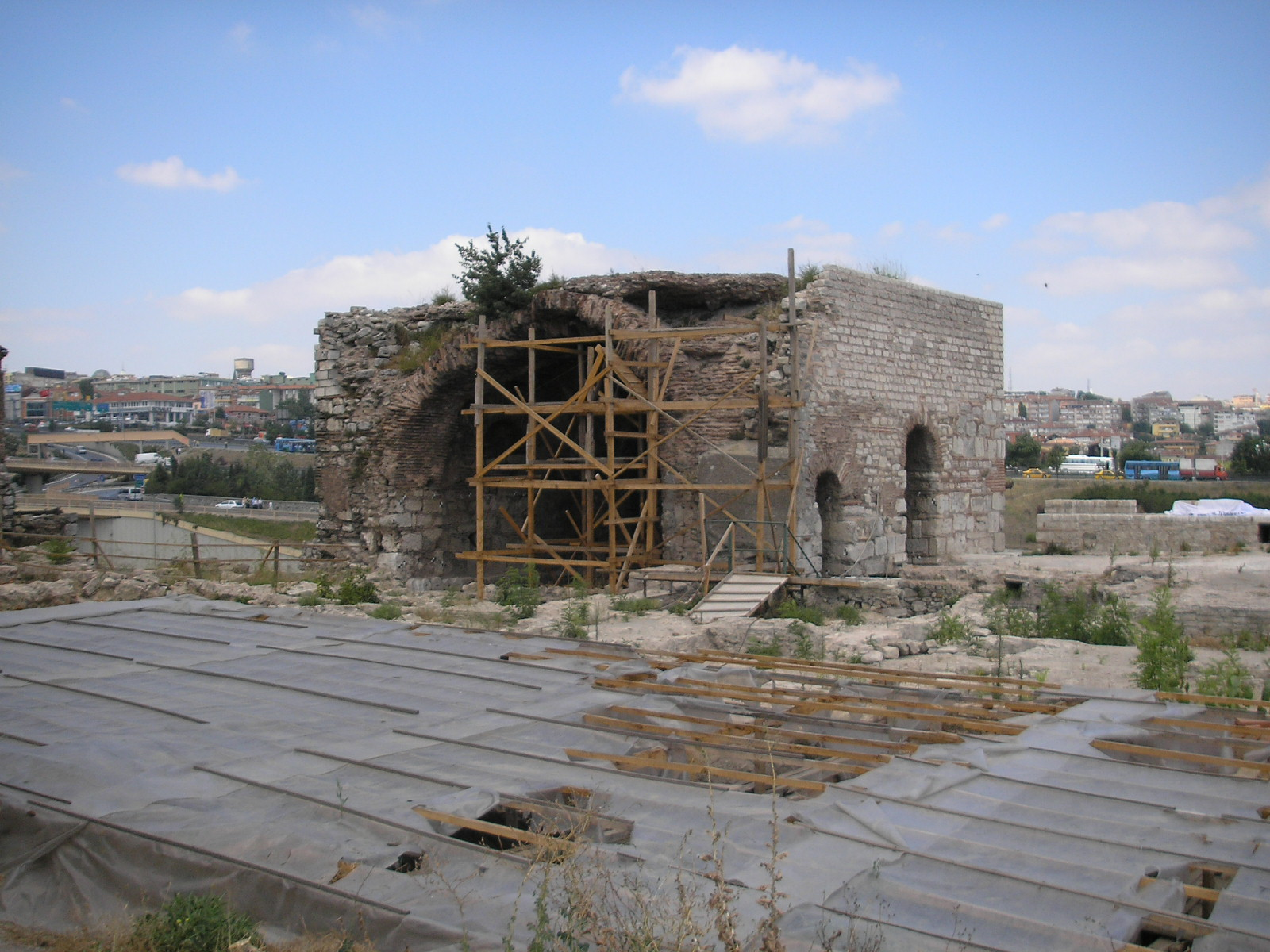
Zříceniny císařského paláce Blachernae

Odtud začíná Herakleiova zeď a táhne se asi 100 metrů až k Mořským hradbám. Zeď obsahuje tři silné šestihranné věže a Blachernskou bránu (Πύλη τῶν Βλαχερνῶν). Zeď Leona V. je doplňuje zvenčí a tvoří typ pravoúhlé pevnosti s vnějším prostorem kolem 25 metrů mezi těmito dvěma zdmi. Na okraji Leonovy zdi stojí Věž svatého Mikuláše, původně postavená Leonem V. a později přestavěná císařem Romanem I. Leonova zeď je tenčí a architektonicky jednodušší než Herakleiova a disponuje čtyřmi malými věžemi a jednou, v současnosti zničenou, bránou která tvoří vnější protějšek Blachernských hradeb. Od té doby, co byly vybudovány Mořské hradby u Zlatého rohu ve vzdálenosti od pobřeží, byla zeď prodloužena od konce pozemních hradeb až k pobřeží, takzvanému Vrachiolionu, postaveném v téže době, roku 627, jako hlavní herakleiovská zeď. Má pouze jednu bránu, zvanou „Dřevěná“ (Ξυλόπορτα, nebo Ξύλινη Πύλη)

### Práce na obnovení a zachování hradeb
Pozemní hradby procházejí skrz předměstí současného Istanbulu a jsou doprovázeny pásem parků nacházejících se podél nich. Opevnění je též rozděleno na menší části množstvím moderních silnic vedoucích na západ od města. Množství těchto částí bylo v 80. letech 20. století zrekonstruováno s podporou UNESCO, ale program opravy zdí byl kritizován za poškozování historických pozůstatků, za zaměření se na povrchovou obnovu, za použití nevhodného materiálu a celkově za špatnou kvalitu obnovovacích prací. To se projevilo během zemětřesení roku 1999, kdy se rekonstruované části zbortily, zatímco původní stavba nacházející se pod novou částí zůstala nepoškozena. Ohrožení ze strany městského znečištění a nedostatek úsilí vydaného na obnovu zdí pobídly organizaci World Monuments Fund, aby Konstaninopolské hradby přidala na seznam sta nejohroženějších míst na světě.

## Mořské hradby
Mořské hradby obepínaly město po stranách Marmarského moře a zálivu Zlatý roh (řecky Χρυσοῦν Κέρας). Na základě zbývajících stop víme, že přímořské opevnění existovalo již v době před přestavbou původního města Byzantion na Konstantinopol. Přesný letopočet konstrukce středověkých hradeb je však stále předmětem diskusí. Dlouho byla výstavba hradeb nacházejících se u mořského pobřeží připisována Konstantinovi I., který nechal vybudovat i hlavní pozemní hradby. Přesto však první písemná zmínka o jejich konstrukci pochází až z roku 439. V onom roce bylo městskému prefektovi Cyrovi Panopolskému zadáno opravit městské hradby a dokončit jejich přímořskou část. Tato iniciativa je propojena s jinou událostí, jež se ve středomořské oblasti odehrála. Toho samého roku totiž padlo do rukou Vandalů Kartágo, což naznačovalo růst nové námořní hrozby ve Středomoří. Nicméně hradby byly zmíněny jako dokončené či fungující až v mnohem pozdější době, někdy kolem roku 700.

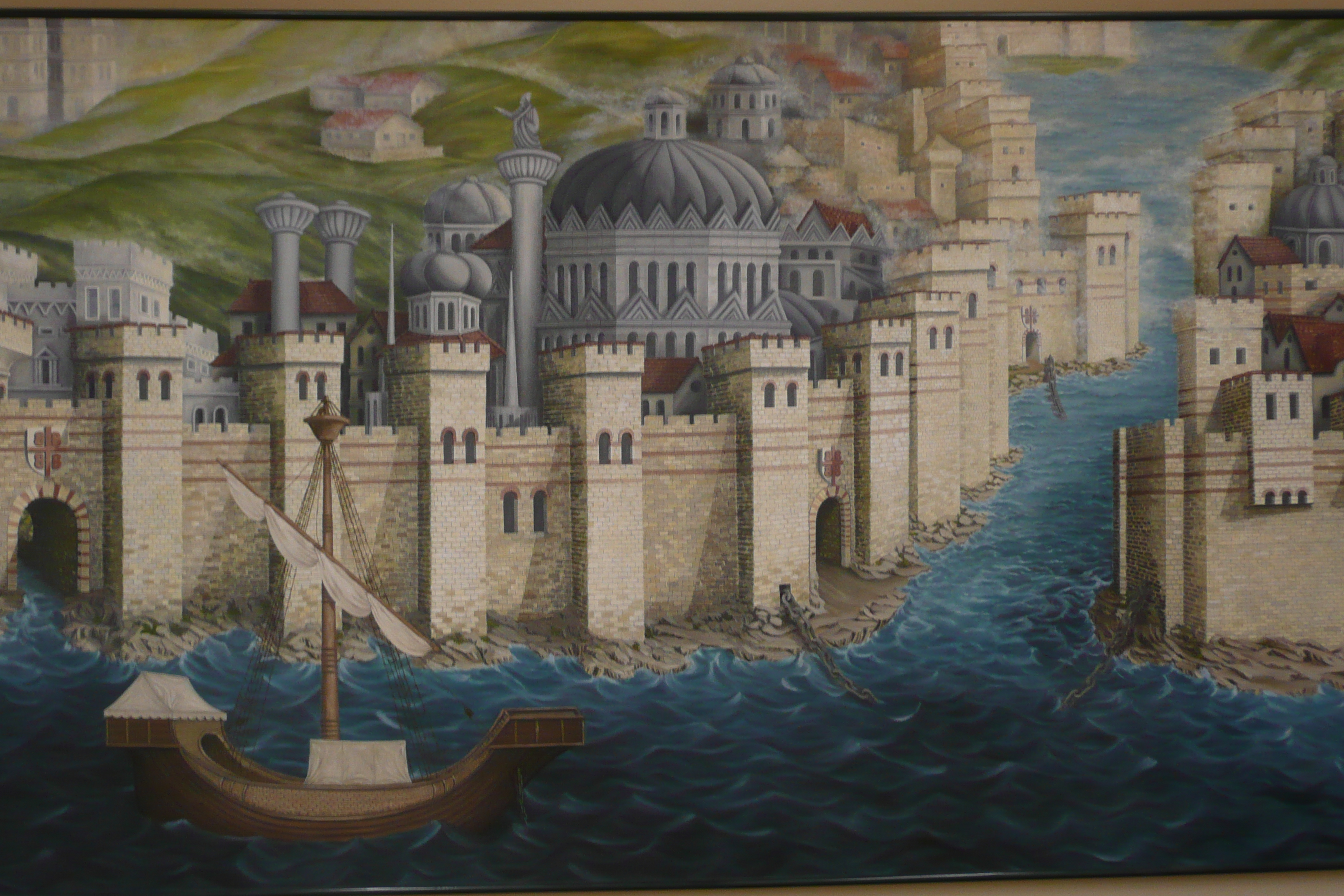
Benátská flotila prorazila řetěz na Galatské věži a vplouvá do Zlatého rohu, moderní obraz

Mořské opevnění bylo architektonicky podobné Theodosiánským zdem, lišilo se však jednodušší strukturou. Opevnění se skládalo z jedné zdi, jež byla oproti pozemním hradbám mnohem nižší. Konstrukci doplňovaly vnitřní obvodní hradby postavené okolo přístavů. Přístup k hradbám obklopujícím Zlatý roh bránil mohutný řetěz či trám užívaný od dob Leona III. Syrského. Řetěz byl doplněn plovoucími sudy a byl položen přes ústí zátoky. Jeden konec tohoto řetězu byl upevněn k Eugeniově věži nacházející se v novodobém předměstí jménem Sirkeci, druhý pak byl připevněn k velké čtvercové věži v Galatě. Sklepení této věže se později přeměnilo na podzemní mešitu Yeraltı.
Během prvních staletí své existence čelila Konstantinopol jen několika námořním hrozbám. Zvláště po Justiniánových válkách se Středozemní moře stalo římským jezerem. První námořní střetnutí u samotné Konstantinopole se odehrálo během obležení města perskou Sasánovskou a Avarskou říší. Přestože tentokrát byzantské námořnictvo dokázalo proti útočníkům účinně zasáhnout, brzy mělo čekat Byzantskou říši mnohem větší nebezpečí. Tím byli Arabové, kteří v 7. století získali byzantské východní provincie (oblast Sýrie a Egypta) a začali se prosazovat také ve Středozemním moři, což se projevilo zejména ovládnutím Kréty. Toto nové ohrožení vyžadovalo po byzantských císařích více se věnovat mořskému opevnění. To bylo zrekonstruováno na začátku 8. století za vlády Tiberia III. či Anastasia II. Císař Michael II. začal s celoplošnou rekonstrukcí (týkající se zejména zvýšení hradeb), dokončenou ovšem až jeho následníkem Theofilem. Během obléhání města čtvrtou křížovou výpravou se nicméně přímořské opevnění ukázalo jako slabé místo byzantské obrany, a to vzhledem k tomu, že se Bénátčanům podařilo tento úsek hradeb dobýt.
Na základě této zkušenosti vynaložil Michael VIII. Palaiologos po znovuovládnutí města roku 1261 značnou péči na zvýšení a zpevnění mořských hradeb, zejména kvůli případné invazi Karla z Anjou.

### Hradba u Marmarského moře

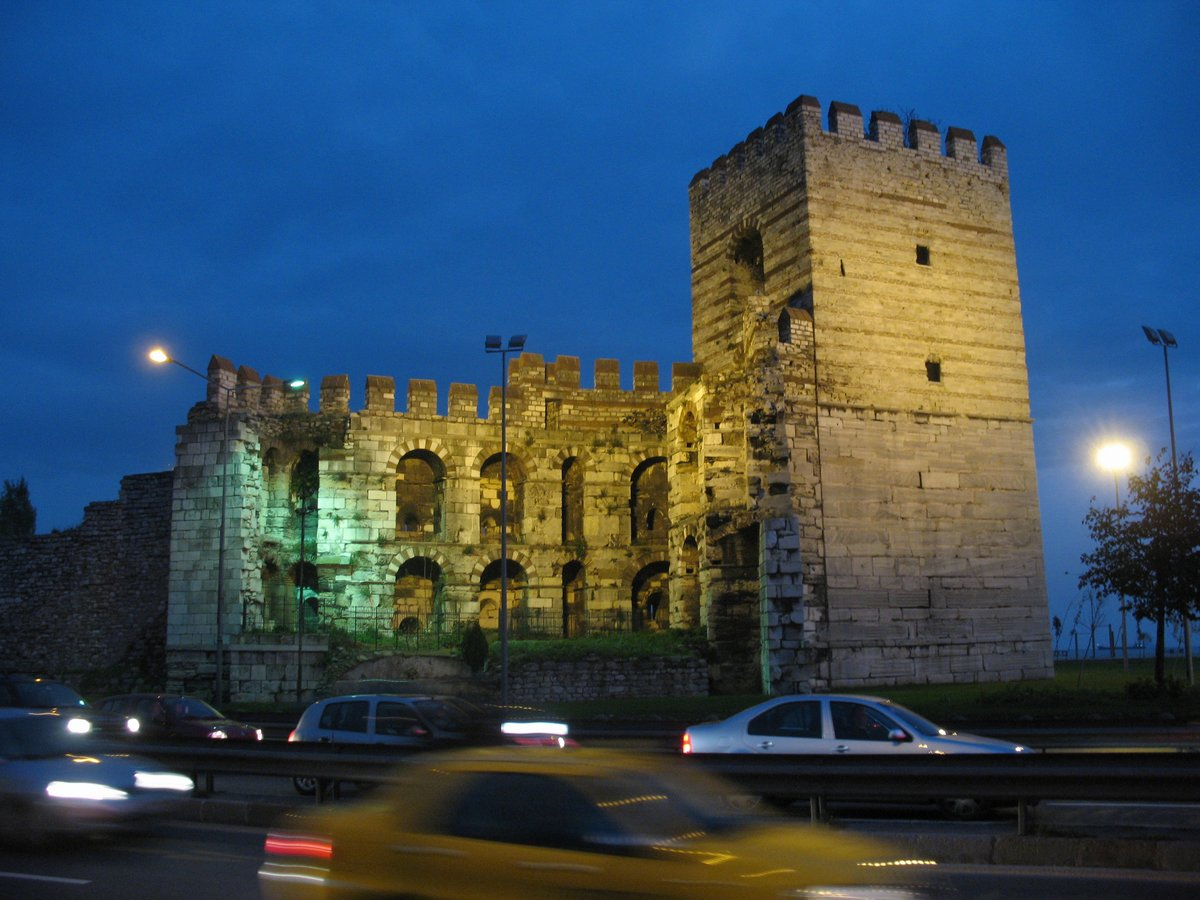
Mramorová věž osvícená v noci

Toto opevnění, někdy nazývané též Propontská hradba, bylo s výjimkou přístavů a nábřeží postaveno téměř u břehů moře. Stavba měřila 12 až 15 metrů, bylo v ní zabudováno deset bran, tři menší branky a 188 věží. Celé opevnění bylo dlouhé skoro 8460 metrů, navíc bylo doplněno vnitřní zdí dlouhou 1080 metrů rozpínající se okolo přístaviště Vlanga. Velké části hradeb byly poškozeny při budování pobřežní silnice Kennedy Caddesi v letech 1956 až 1957. Od Mramorové věže se k okraji starověké akropole (dnešní Sarayburnu) nacházely tyto brány:
1. Brána sv. Jana Studita (Pylē Agiou Iōannou tou Stouditou), dnes Narlıkapı (Brána růží), která vedla k důležitému klášteru stejného jména
2. Psamathská brána (Porta Psamatheos, turecky Samatya Kapısı), vedoucí k předměstí Psamathia.
3. Brána svatého Aemiliana (Pylē Agiou Aimilianou, turecky Davutpaşa Kapısı), stojící před přístavy Eleutherios a Theodosios.
4. Vlangská brána, u ústí říčky Lycus, nacházející se za přístavy. Po dobytí Konstantinopole osmanskými vojsky byla zbořena a na jejím místě zbudována nová jménem Yenikapı.
5. Kontoskalijská brána (Porta Kontoskaliou, turecky Kumkapı) umístěná v přístavu stejného jména.
6. Železná brána (Sidēra Pylē) vedoucí do a z přístavu Sophia nebo též Sophianonu (Limēn Sofianōn), nazývaná též Juliánova (Limēn Ioulianou). Turecké jméno brány je Kadırgalimanı Kapısı.
7. Brána býka a lva (Porta Vōos kai Leontos, zkráceno na Voukoleōn) vedoucí k přístavu a císařskému paláci Boukoleon, v turečtině zvaný Çatladıkapı.
8. Nepojmenovaná brána, v jihovýchodní části císařské čtvrti, dnešní Ahırkapısı.
9. Nepojmenovaná brána, v jihovýchodní části císařské čtvrti, dnešní Balıkhane Kapısı (ležela přesně v místech, kde se později bude nacházet palác Topkapi).
10. Brána svatého Lazara, na místě starověkého Poseidónova chrámu.
11. Postranní branka Panny Marie (Porta tēs Odēgētrias) v paláci Mangany, dnes Demirkapı.
12. Postranní branka Michaela Provestiaria (Porta Mikhaēl Prōtovestiariou), dnešní název zní Değirmen Kapı.
13. Východní brána (Eōa Pylē) či Brána svaté Barbory (Pylē Agias Barbaras), v turečtině Top Kapısı, odtud pochází jméno paláce Topkapi.

### Opevnění uzátoky Zlatý roh

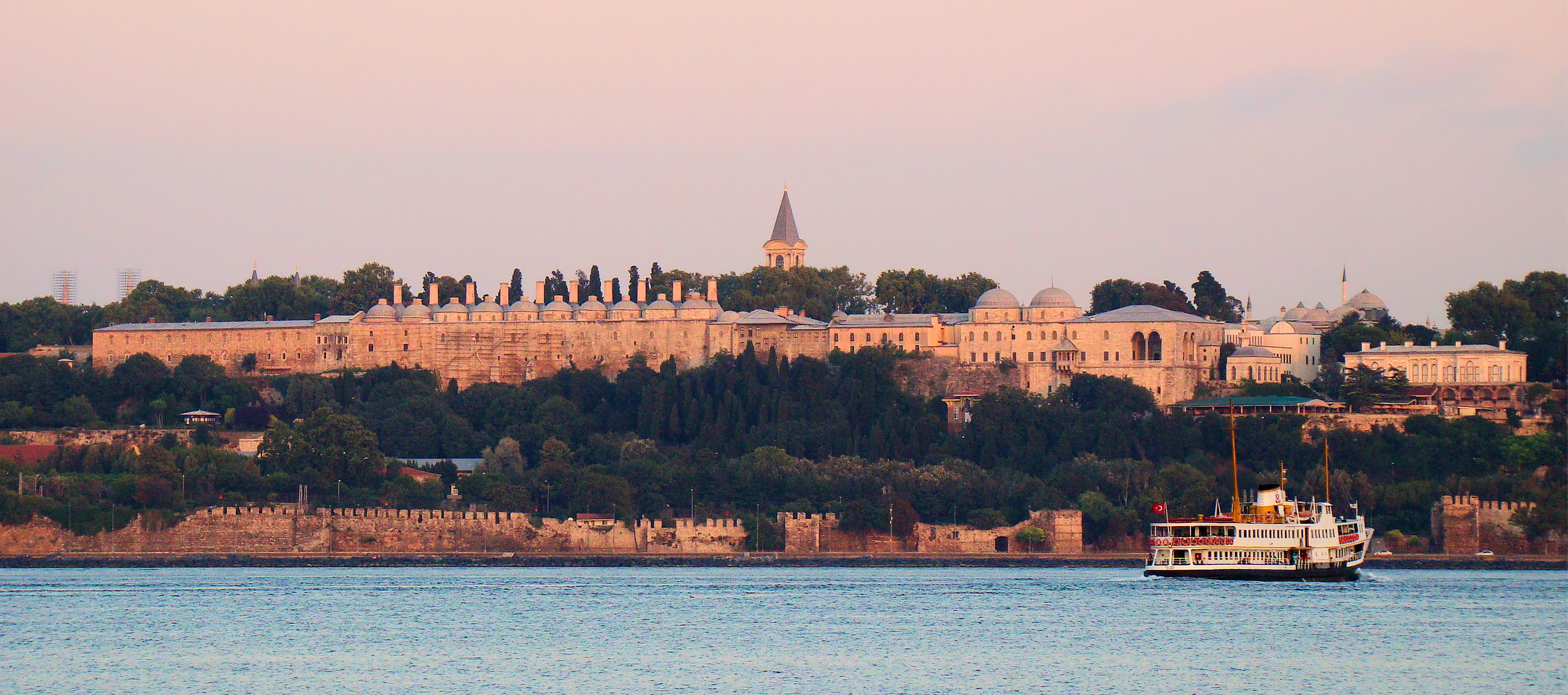
Palác Topkapi, pohled od Bosporu

Zeď nacházející se u Zlatého rohu, kudy proplouvala většina plavidel, se táhla v celkové délce 5600 metrů od mysu svatého Demetria až k Blachernám, kde se napojovala na pozemní opevnění. Přes značné poškození hradeb zaviněné stavbou železnice v 70. letech 19. století dodnes se značnou přesností známe rozestavení věží a bran. Zeď byla postavena dále ve vnitrozemí, v některých místech až ve vzdálenosti 40 metrů od břehu moře a měřila 10 metrů do výšky. Součástí zdi bylo 17 bran (další dvě byly doplněny během éry Osmanské říše) a 110 věží. Brány byly v tomto pořadí:
1. Eugeniova brána (Πύλη Ἐυγενίου) vedla k Prosphorionskému přístavu. Byla pojmenována po blízké Eugeniově věži pocházející z 4. století, kde byl uchováván a odkud byl též natahován velký řetěz bránící přístup do zátoky Zlatý roh. Brána se též nazývala Marmaroporta (Mramorová brána), protože byla pokryta mramorem. Brána byla také doplněna sochou císaře Juliána. Většinou je považována za Yalıköşk Kapısı, která byla srovnána se zemí roku 1871.[55]
2. Brána Bonu (řecky Πόρτα Bώνου).
3. Neorionská brána (řecky Πύλη Νεωρίου, Přístavní brána) nebo Horaiská brána (Ὡραία Πύλη, Překrásná brána) vedoucí do Neorijského přístavu.
4. Hikanatisská brána (řecky Πύλη Ἱκανατίσσης)
5. Brána svatého Marka (řecky Πόρτα Ἁγίου Μάρκου) či Židovská brána (Ἑβραϊκή Πύλη), vzhledem k tomu, že vedla předměstím obývaným Benátčany a Židy. Její současné jméno je Balıkpazarı Kapısı.
6. Peramská brána (řecky Πύλη Περάματος) v předměstí Perama, odkud vyplouval přívoz do Pery (Galata).
7. takzvaná Brána svatého Jana de Cornibus, pojmenovaná podle blízkého kostela, v turečtině Zindan Kapısı.
8. Brána Drungariů (řecky Πύλη Δρουγγαρίων), dnes Odunkapısı.
9. Brána zvaná Ayazma Kapısı.
10. Plataiská brána (řecky Πύλη τῆς Πλαταίας), současná Unkapanı Kapısı.
11. Eis Pegaská brána (řecky Πύλη εἰς Πηγάς), také známá jako Puteiská brána,,[56] dnešní název je Cibali Kapısı. Byla takto nazvaná protože je obrácená směrem k Pagaeské čtvrti na druhé straně Zlatého rohu.
12. Brána svaté Theodosie (řecky Πύλη Ἁγίας Θεοδοσίας), pojmenovaná po Chrámu svaté Theodosie (pravděpodobně dnešní Gülská mešita). Známá v turečtině jako Ayakapı (Svatá brána).
13. brána Yeni Aya kapı (Nová svatá brána), stojící kousek za Bránou svaté Theodosie nepochází z byzantského období, ale byla vystavěna velkým osmanským architektem Sinanem Agou roku 1582.
14. Petrionská brána (Πύλη τοῦ Πετρίου) je jednou ze dvou bran Petrionské pevnosti vytvořené dvojitým protáhnutím zdí. Brána vedoucí do města a nacházející se ve vnitřní zdi pevnosti byla nazývána Diplophanarionskou bránou. Právě u Petrionské zdi Bénatčané vedení Enricem Dandolem roku 1204 dobyli zdi a vstoupili do města.
15. Phanarionská brána (řecky Πύλη τοῦ Φαναρίου, turecky Fener Kapı) byla druhou bránou Petrionské pevnosti. Jméno dostala podle zdejšího majáku. Maják později propůjčil své jméno i příměstí, které je dodnes známé jako Phanar.
16. Královské brány (řecky Βασιλικαί Πύλαι), v turečtině Balat Kapı (Palácová brána), vedoucí k paláci v Blachernách.
17. Kynegonská brána (řecky Πύλη τῶν Κυνηγῶν, Brána lovců)
18. Brána svatého Anastasia (řecky Πύλη Ἁγίας Ἀναστασίας)
19. Kyliomneská brána (řecky Κυλιόμενη Πόρτα, Oválná brána), v turečtině Ayvansaray Kapısı nacházející se poblíž Chrámu svaté Thekly.

## Městská posádka

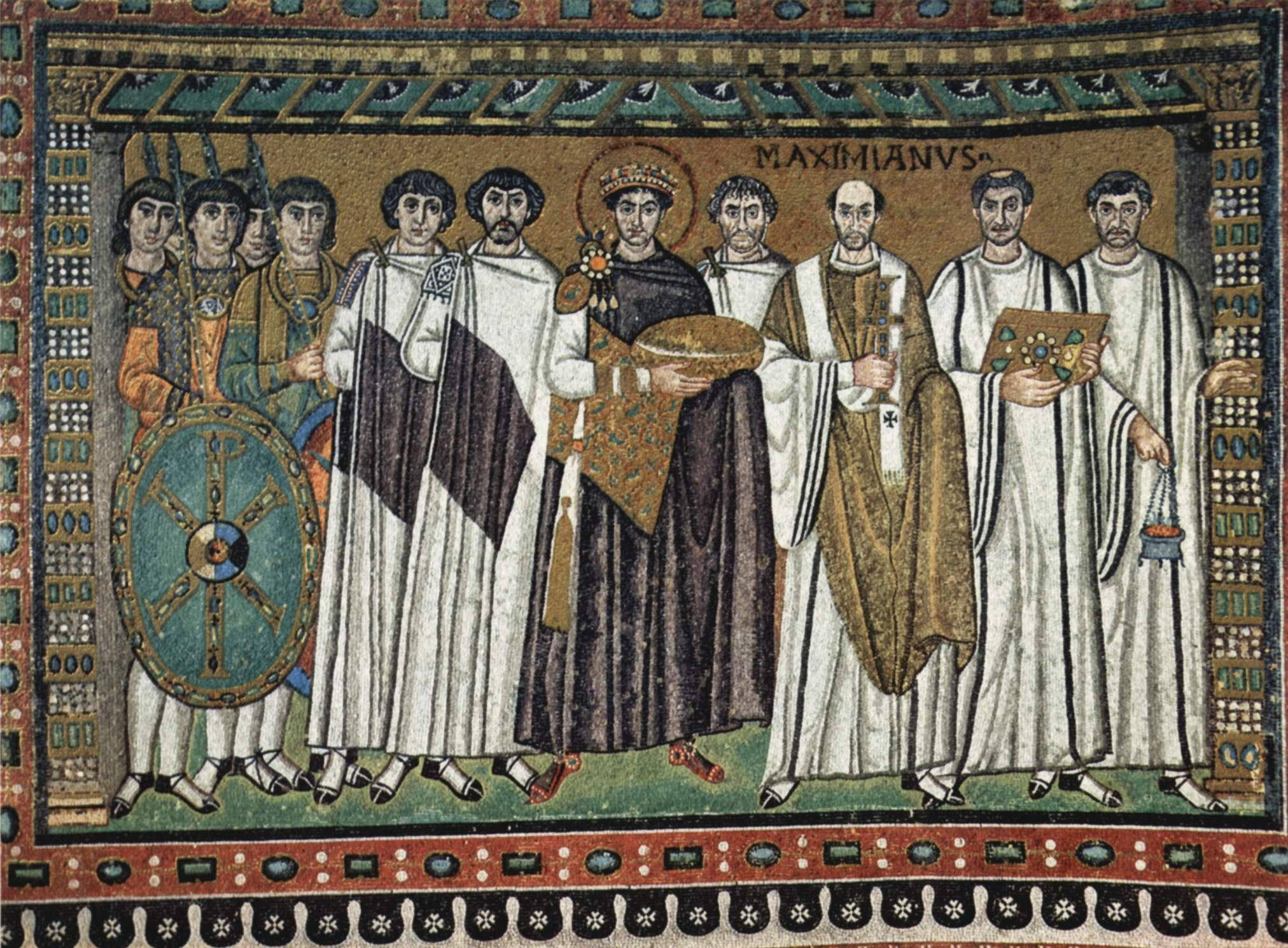
Císař Justinián I. se svým dvorem, Bazilika San Vitale v Ravenně; vlevo jsou vidět scholares, vojáci se zlatým torques jsou typičtí byzantští císařští strážci

Během celé existence Byzantšké říše byla městská posádka relativně malá: císařská stráž a nepočetná městská hotovost (kerketon) pod velením městského prefekta byly jedinými ozbrojenými silami, které byly v Konstantinopoli přítomny neustále. Každá hrozba pro Byzantskou říši měla být zničena pravidelnou armádou v poli dříve, než se dostala k samotnému městu. V dobách potřeby, například při zemětřesení roku 447 či při nájezdech Avarů počátkem 7. století, mohlo být zmobilizováno obyvatelstvo, nebo mohly být přivedeny posily naverbované v provinciích.
V raných staletích se císařská garda skládala z jednotek Scholae Palatinae založených císařem Konstantinem I. Velikým a kteří nahradili Pretoriánskou gardu a exkubitorů (latinsky Excubitores, řecky Εξκουβίτορες – ochránci), založených císařem Leonem I. Během času však tyto jednotky degradovaly na pouhé přehlídkové oddíly a když císařové, kteří v 8. století čelili úspěšnému povstání themních armád a sledovali nepopulární ikonoklastickou politiku, vybudovali tagmatickou armádu pro zajištění své bezpečnosti. Ačkoliv tagmata formovala jádro císařských expedičních sil a většinu času byla armáda mimo Konstantinopol, dva oddíly, Numeroi a Teicheiōtai, byly trvale umístěny v Konstantinopoli. Jejich ležení se nacházelo v okolí Velkého paláce, ale i v jiných místech, jako například v nevyužívaných kostelech. Tyto jednotky nikdy nebyly příliš početné, čítaly nanejvýš několik tisíc příslušníků, jejich stavy však byly doplňovány z několika oddělených táborů nacházejících se kolem Konstantinopole, v Thrákii a Bithýnii.
Důvodem k nevelkému počtu příslušníků městské posádky byla nedůvěra císařů i obyvatelstva k většímu počtu vojáků přítomných ve městě, jednak kvůli hrozbě vzpoury a pak také značnému finančnímu břemenu, jaké by vydržování velké posádky představovalo. Navíc větší vojenská síla v Konstantinopoli nebyla většinou nezbytná, základní bezpečnost poskytovaly již samotné hradby. Historik John Haldon podotýká: „Za předpokladu, že byly zajištěny brány a opevnění poskytovalo základní sílu, bylo město v dobách před užíváním střelného prachu a děl v bezpečí dokonce i před velikou nepřátelskou přesilou“.

## Opevnění mimo Konstantinopol

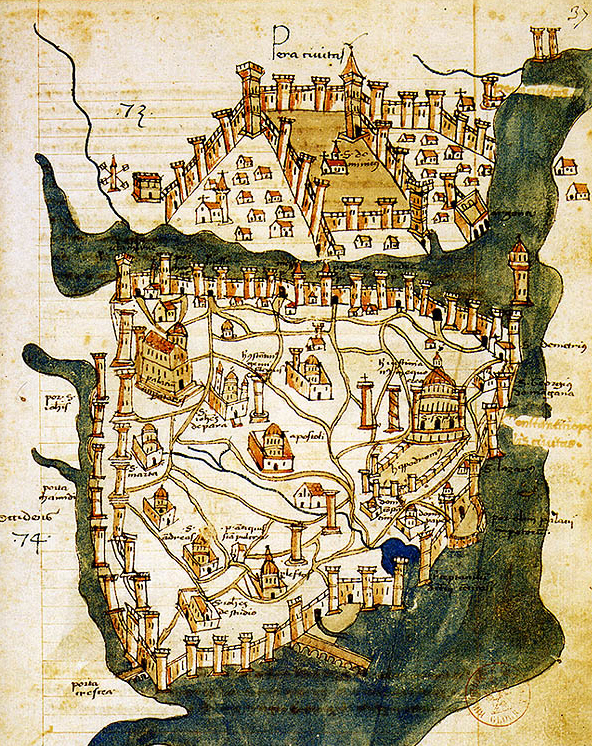
Nejstarší dochovaná mapa Konstantinopole pocházející z roku 1422. Opevnění kolem Konstantinopole a Galaty, nacházející se na severním břehu zátoky Zlatý roh, jsou viditelně vyznačeny. Vodní příkop před Theodosiánskými zdmi na západním konci města je také zobrazen, stejně tak jako Věž Panny Marie uprostřed Bosporu.

Některá opevnění byla vybudována v různých dobách v okolí Konstantinopole a měla společně s hlavními městskými hradbami tvořit celistvý obranný systém. První a největší z těchto mimoměstských hradeb je 56 kilometrů dlouhá Anastasiánova hradba (v řeckém přepisu Anastaseio Teichos či také Makron Teichos – „Dlouhá zeď“) vybudovaná v polovině 5. století jako vnější obrana Konstantinopole, přibližně 65 kilometrů západně od města. Je 3,5 metru silná a přes 5 metrů vysoká, ale její efektivita byla omezená. Někdy v 7. století byla Anastasiánova hradba opuštěna kvůli příliš nákladné údržbě a velké množství mužů, kteří by byli třeba, aby ji dokázali efektivně hájit. Po mnoha další staletí byl její materiál využíván pro stavby v okolí, ale některé části Anastasiánovy hradby jsou zachovalé až dodnes.
Kromě toho, mezi Anastasiánovou hradbou a vlastním městem se nacházelo několik menších měst a pevností, jako například Selymbria, Rhegion, či velké konstantinopolské předměstí Hebdomon („Sedmé“, dnešní Bakırköy pojmenované podle sedmi římských mil od městských hradeb), kde se nacházely velké vojenské tábory. Za „Dlouhými hradbami“ chránily severní přístup městečka Bizye a Arcadiopolis. Tyto lokality měly strategickou polohu podél hlavních tras do města a tvořily vnější obranu Konstantinopole po celou její historii; sloužily jako shromaždiště pro byzantské síly, které se zde utkávali s nepřátelskými armádami, nebo získávaly čas pro obránce v Konstantinopoli. Je příznačné, že během konečného osmanského obléhání roku 1453, některé z těchto městeček, například Selymbria, kapitulovaly až po pádu samotné Konstantinopole. V Anatolii podobnou roli představovala velká města Nikaia a Nikomédie a velký polní tábor v Malagině.

### Hradby Galaty
Galata, pozdější čtvrť Sykai, byla opevněna za vlády Justiniána I., ale místní osídlení postupně upadalo a po 7. století vymizelo; zůstala pouze stará Galatská věž (kastellion tou Galatou) v současné Karaköy, která střežila řetěz chránící námořní vstup do Zlatého rohu. Po dobytí města křižáky roku 1204 se Galata stala benátskou čtvrtí, a později, když se Konstantinopol dostala zpět pod vládu Byzantinců, janovskou exteritoriální kolonií zcela mimo byzantský vliv. Navzdory byzantskému odporu dokázali Janované svou kolonii obehnat příkopem a připojením svých opevněných domů s hradbami vytvořili první opevnění kolonie. Modernější Galatská věž (Řeky nazývaná Christea Turris – Kristova věž) byla Janovany vybudovaná roku 1348 a další pás hradeb na severu byl vybudován v roce 1349. Další janovské expanze následovaly v letech 1387, 1397 a 1404, čímž se uzavřela oblast větší než Janovanům původně byzantskými císaři přidělena sahající na severu od dnešního distriktu Azapkapı k Şişhane, a odtud k Tophane a Karaköyi. Po dobytí města osmanskými Turky byly tyto hradby udržovány až do 70. let 19. století, kdy byly z většiny strženy kvůli industrializaci a růstu města. V současnosti pouze Galatská věž, viditelná z většiny historického centra Istanbulu, zůstala nedotčená spolu s několika menšími zbytky hradeb.

### Pevnosti Anadolu a Rumeli

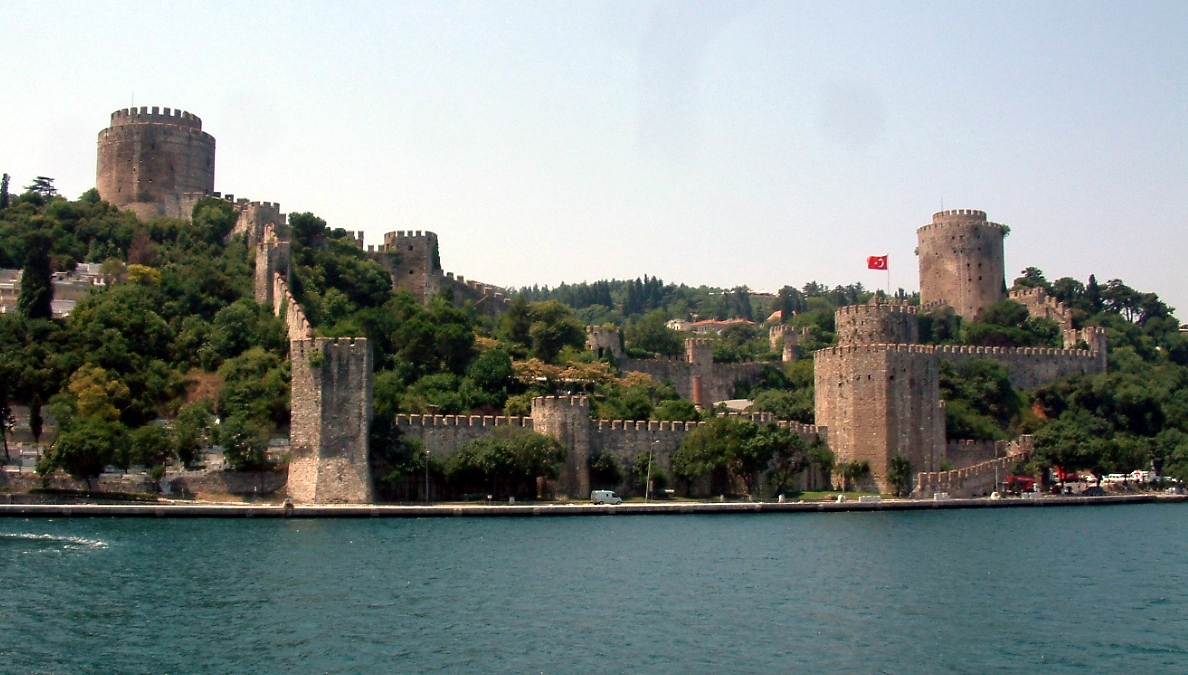
Pevnost Rumelihisari při pohledu z Bosporu.

Sesterské pevnosti Anadoluhisarı a Rumelihisarı leží severně od Konstantinopole, v nejužším bodě Bosporu. Tyto pevnosti byly vybudovány osmanskými Turky, aby mohli kontrolovat tento strategický koridor v době před finálním pádem Konstantinopole. Anadoluhisarı (turecky Anatolská pevnost), dříve také zvaná Akçehisar nebo Güzelcehisar, byla vybudována na příkaz sultána Bajezida I. roku 1394 a zpočátku nebyla víc než 25 metrů vysoká, surová pětihranná hlídková věž obklopená zdí. Mnohem větší a propracovanější Rumelihisarı (Rumelská pevnost) byla vybudována sultánem Mehmedem II. za pouhé čtyři měsíce v roce 1452. Skládá se ze tří velkých a jedné malé věže, propojené zdí posílenou o 13 malých hlídkových věží. S děly namontovanými na hlavních věžích získala Osmanská říše absolutní kontrolu nad veškerou lodní dopravou Bosporem. Po dobytí Konstantinopole Turky Rumelihisarı sloužila jako obchodní kontrolní stanice a vězení, zejména pro vyslance států, s nimiž byla Osmanská říše ve válečném stavu. Po rozsáhlém poškození utrpěném roku 1509 při zemětřesení byla pevnost opravena a využívána k původním účelům až do 19. století.